# Symfonie nr. 3 (Alfvén)
De Zweedse componist Hugo Alfvén voltooide zijn Symfonie nr. 3 in 1906.

## Geschiedenis
De historie van deze symfonie heeft alles te maken met het leven van de componist zelf. Na een studie dirigeren bij Hermann Kutzschbach leerde Alfvén Xaver Scharwenka (componist/pianist) kennen. Daar ontmoette Alfvén zangeres Anna Norrie (1860-1957). Norrie had net een uitnodiging ontvangen van haar vriendin Marie Krøyer om eens een bezoekje af te leggen in Taormina. Norrie wilde daar wel naartoe en Alfvén begeleidde haar en leerde aldus zijn toekomstige vrouw, toen nog gehuwd met Peder Severin Krøyer kennen. Op de terugreis bleef het nieuwe stel hangen in Sori, alwaar Alfvén in de zomer van 1905 aan zijn derde symfonie begon, Marie inmiddels zwanger van hem. Later dat jaar en in 1906 orkestreerde Alfvén grote delen van dit nieuwe werk op Capri. Op 3 december 1906 stond Alfvén zelf voor de lessenaar om leiding te geven aan de voorloper van het Göteborg Symfonieorkest, Göteborg Orkestföreningen. Pas in 1912 traden Hugo en Marie in het huwelijk.

## Muziek
De symfonie in vier delen klinkt nostalgisch, tekenend voor de heimwee naar Zweden die Alfvén altijd had, maar hij verklaarde later dat daar niet al te veel achter gezocht moest worden. Alfvén: "Het is een streven naar duidelijkheid, licht en het geluk van het leven zelf. Het is een hommage aan geluk, zoals ik dat in Italië heb ervaren".

### Delen
1. Allegro con brio
2. Andante
3. Presto
4. Allegro con brio

### Orkestratie
- 3 dwarsfluiten, 3 hobo's, 4 klarinetten, 3 fagotten
- 6 hoorns, 3 trompetten, 3 trombones, 1 tuba
- pauken,
- violen, altviolen, celli, contrabassen

## Discografie

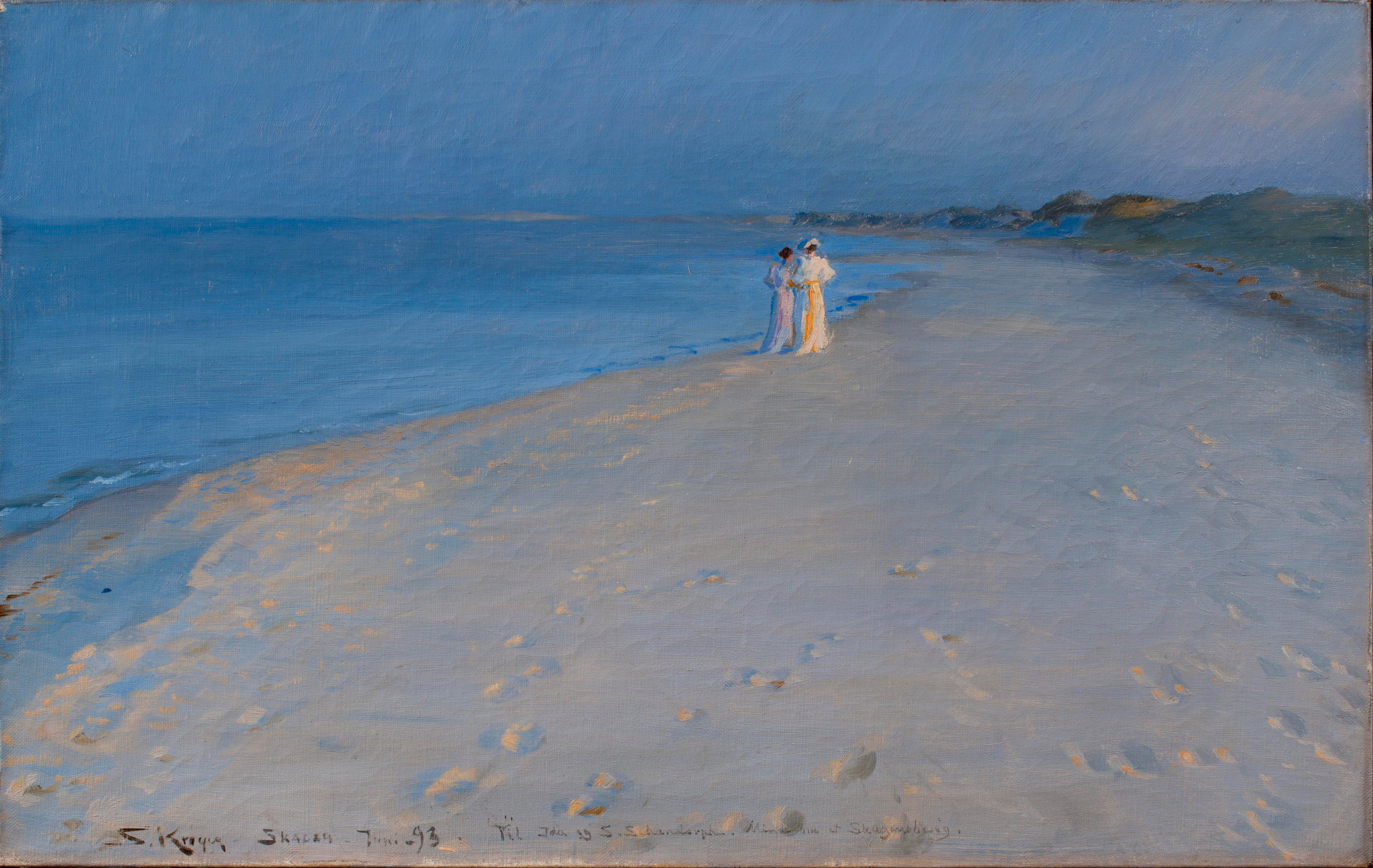
Zomeravond van P.S. Krøyer

- Uitgave Swedish Society: Stig Westerberg met het Koninklijk Filharmonisch Orkest van Stockholm, opname 1964, met Zomeravond van P.S. Krøyer op de hoes.
- Uitgave BIS Records: Neeme Järvi met hetzelfde orkest.
- Uitgave Naxos: Niklas Willén met het Koninklijk Schots Nationaal Orkest.